# Sundhouse
Sundhouse – miejscowość i gmina we Francji, w regionie Grand Est, w departamencie Dolny Ren.
Według danych na rok 1990 gminę zamieszkiwało 1106 osób, a gęstość zaludnienia wynosiła 70 osób/km² (wśród 903 gmin Alzacji Sundhouse plasuje się na 246. miejscu pod względem liczby ludności, natomiast pod względem powierzchni na miejscu 122.).